# Michaëlle Jean
Marie Michaëlle Eden Jean conocida como Michaëlle Jean (Puerto Príncipe, 6 de septiembre de 1957) es una política, diplomática y periodista canadiense de origen haitiano. De 2005 a 2010 fue gobernadora general de Canadá. El 30 de noviembre de 2014 fue elegida por consenso secretaria general de la Francofonía, responsabilidad que asumió el 1 de enero de 2015 convirtiéndose en la primera mujer en ocupar este puesto.

## Trayectoria
Nacida en Haití y nieta del poeta René Depestre, a los once años, Jean y su familia huyeron de Haití para escapar del régimen del dictador haitiano François Duvalier. La familia se mudó a Canadá donde se estableció en la ciudad de Thetford Mines en el sur de la provincia de Quebec. Michaëlle estudió en la Universidad de Montreal donde obtuvo una licenciatura en italiano y español. En 1986, completó una maestría en literatura comparativa. Además de su lengua materna (criollo haitiano), y los dos idiomas oficiales de Canadá (francés e inglés), Jean habla italiano y español con soltura, y puede leer en portugués.
Mientras realizaba sus estudios trabajó durante diez años en la construcción de una red de refugios de emergencia para mujeres víctima de violencia de género y para sus hijos. La red se extendió por Quebec y otras provincias de Canadá.
Casada con el cineasta, ensayista y filósofo Jean-Daniel Lafond participa en varios documentales realizados por su marido: La manière nègre ou Aimé Césaire, chemin faisant ; Tropique Nord ; Haïti dans tous nos rêves et L’heure de Cuba.
De 1988 a 2005 trabaja como periodista y presentadora de informativos en la televisión pública de Canadá y las redes de lenguas inglesa y francesa CBC/Radio-Canadá por cuyo trabajo es premiada en varias ocasiones: recibe por parte de la Asamblea parlamentaria de la Francofonía la insignia del Caballero de la Orden de La Pléiade y de la ciudad de Montreal y el Ministerio de Inmigración y Relaciones con la ciudadanía de Quebec la nombran Ciudadana de Honor.
El 27 de septiembre de 2005 fue nombrada gobernadora general de Canadá cargo que ocupó hasta el 1 de octubre de 2010. Fue la vigésimo séptima persona que asumió el cargo y la sucesora de Adrienne Clarkson. Fue nominada al puesto por el Primer ministro de Canadá Paul Martin y el nombramiento fue aprobado por Isabel II, Reina de Canadá. Como gobernadora General, Jean fue la representante oficial de la reina en Canadá y actuó como jefa de Estado para el país. Es la tercera mujer y la primera afroamericana que ha ocupado el puesto.
En 2010 fue designada para inaugurar los Juegos Olímpicos de Vancouver.
El 30 de noviembre de 2014 fue elegida por consenso secretaria general de la Francofonía, responsabilidad que asumió el 1 de enero de 2015 convirtiéndose en la primera mujer en ocupar este puesto. En octubre de 2018 perdió la votación para ser reelegida en el cargo frente a la candidata de Ruanda Louise Mushikiwabo apoyada por el presidente francés Emmanuel Macron.